# コロンバス空港
コロンバス空港（コロンバスくうこう、英: Columbus Airport、IATA: CSG）は、アメリカ合衆国ジョージア州西部、コロンバス市にある空港。同市中心部から北東へ5.5kmに立地する。2010年に旧称のコロンバス・メトロポリタン空港から改称された。
コロンバス空港は275ヘクタールの敷地に2本の滑走路を有する。空港の標高は121mである。
- 滑走路6/24: 長さ2,133m x 幅46m、アスファルト舗装
- 滑走路13/31: 長さ1,218m x 幅46m、アスファルト舗装

2012年にはコロンバス空港に23,658機（1日平均65機）の航空機が発着し、そのうち79.7%はゼネラル・アビエーションで、 商用は1.4%、軍用は2.4%であった。2011年のコロンバス空港の年間利用客数は78,718人であった。
コロンバス空港には、定期旅客便はデルタ航空（デルタ・コネクション）によるアトランタからの便のみが1日4便（土曜日のみ3便）就航している。

## 註
1. 1 2 3  Columbus. (Form 5010) Airport Master Record. Federal Aviation Administration. 2013年12月12日
2. ↑  Barnhill, Taylor. Columbus Airport gets much needed change. WTVM. 2010年1月22日.
3. ↑  Enplanements for CY 2010. Federal Aviation Administration. 2012年9月27日.
4. ↑  Airlines at CSG, Daily Arrivals and Departures. Columbus Airport.